# Armin Scholl (Wirtschaftswissenschaftler)
Armin Scholl (* 19. März 1966) ist Wirtschaftswissenschaftler an der Friedrich-Schiller-Universität in Jena. Er ist Inhaber des Lehrstuhls für Allgemeine Betriebswirtschaftslehre, insbesondere Management Science.

## Leben
Scholl hat mehrere Lehrbücher zu Grundlagen der Betriebswirtschaftslehre, zum Operations Research, zur Entscheidungstheorie und zur Produktionsplanung veröffentlicht. Schwerpunkte seiner Forschung sind unter anderem Entscheidungsunterstützungssysteme, Fließfertigung und Optimierungsverfahren. Er publiziert in hochrangigen internationalen und nationalen Fachzeitschriften wie European Journal of Operational Research, INFORMS Journal on Computing, Computers & Operations Research, International Journal of Production Economics, International Journal of Production Research, Zeitschrift für Betriebswirtschaft.
Beim Handelsblatt Betriebswirte-Ranking, das die Forschungsleistung von 2100 Betriebswirten in Deutschland, Österreich und der deutschsprachigen Schweiz gemessen an der Qualität der Publikationen seit 2005 analysiert, erreichte er im Jahr 2009 Platz 6.
Scholl ist verheiratet und hat fünf Kinder.

## Veröffentlichungen (Auswahl)
- Mit Wolfgang Domschke, Stefan Voß: Produktionsplanung – Ablauforganisatorische Aspekte. 2. Auflage. Springer, Berlin 1997, ISBN 3-540-63560-2.
- Mit Wolfgang Domschke: Grundlagen der Betriebswirtschaftslehre – Eine Einführung aus entscheidungsorientierter Sicht. 4. Auflage. Springer, Berlin, Heidelberg und New York 2008, ISBN 978-3-540-85077-9.
- Mit Wolfgang Domschke, Andreas Drexl, Robert Klein: Einführung in Operations Research. 9., überarbeitete und verbesserte Auflage. Springer Gabler, Berlin / Heidelberg 2015, ISBN 978-3-662-48215-5, doi:10.1007/978-3-662-48216-2.
- Mit Andreas Drexl, Robert Klein, Stefan Voß: Übungen und Fallbeispiele zum Operations Research. 8. Auflage, Springer, Berlin 2015, ISBN 978-3-662-48229-2.